# Большая Борисовка
Большая Борисовка — село в составе Черёмушкинского сельского поселения Инзенского района Ульяновской области. 

## География
Находится у реки Кеньша на расстоянии примерно 20 километров на юг-юго-восток по прямой от районного центра города Инза. 

## История
Возникло в XVII веке, была Казанская церковь, построенная в 1690 году. 
В 1780 году село Борисова Кенша вошло в состав Городищенского уезда Пензенского наместничества. С 1796 года в составе Пензенской губернии.
В конце советского периода работал  совхоза «Залесный».

## Население
Население составляло 329 человек в 2002 году (русские 91%), 227 по переписи 2010 года.